# Cambre (kommunhuvudort)
Cambre är en kommunhuvudort i Spanien.   Den ligger i provinsen Provincia da Coruña och regionen Galicien, i den nordvästra delen av landet, 500 km nordväst om huvudstaden Madrid. Cambre ligger 49 meter över havet och antalet invånare är 23 231.
Terrängen runt Cambre är platt åt nordost, men åt sydväst är den kuperad. Runt Cambre är det ganska tätbefolkat, med 60 invånare per kvadratkilometer. Närmaste större samhälle är A Coruña, 9,4 km norr om Cambre. Omgivningarna runt Cambre är en mosaik av jordbruksmark och naturlig växtlighet.